# Holborn and St Pancras (circonscription britannique)
Circonscription parlementaire de la Chambre des communes
La circonscription de Holborn and St Pancras est une circonscription située dans le Grand Londres, créée en 1983 par fusion des deux anciennes circonscriptions de St Pancras North et de Holborn and St Pancras South. Entre 1983 et 2015, elle fut représentée à la Chambre des communes du Parlement britannique par Frank Dobson du Parti travailliste. Keir Starmer, du même parti, lui succède en 2015.

## Géographie
La circonscription comprend :
- La partie est du Borough londonien de Camden
- Les districts de Somers Town, Bloomsbury, Kentish Town et Dartmouth Park

## Députés
Les Members of Parliament (MPs) de la circonscription sont :
| Législature                                                                      | Années       | Député       | Député       | Parti        |
| -------------------------------------------------------------------------------- | ------------ | ------------ | ------------ | ------------ |
| Holborn and St Pancras issue de St Pancras North et Holborn and St Pancras South |              |              |              |              |
| 49e                                                                              | 1983–1987    |              | Frank Dobson | Travailliste |
| 50e                                                                              | 1987–1988    |              | Frank Dobson | Travailliste |
| 51e                                                                              | 1992–1997    |              | Frank Dobson | Travailliste |
| 52e                                                                              | 1997–2001    |              | Frank Dobson | Travailliste |
| 53e                                                                              | 2001–2005    |              | Frank Dobson | Travailliste |
| 54e                                                                              | 2005–2010    |              | Frank Dobson | Travailliste |
| 55e                                                                              | 2010–2015    |              | Frank Dobson | Travailliste |
| 56e                                                                              | 2015–2017    | Keir Starmer |              | Travailliste |
| 57e                                                                              | 2017–2019    | Keir Starmer |              | Travailliste |
| 58e                                                                              | 2019–Présent | Keir Starmer |              | Travailliste |

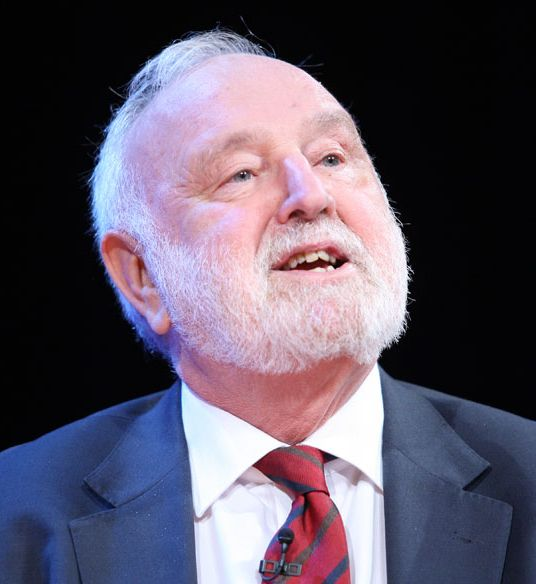
Frank Dobson (1983-2015)
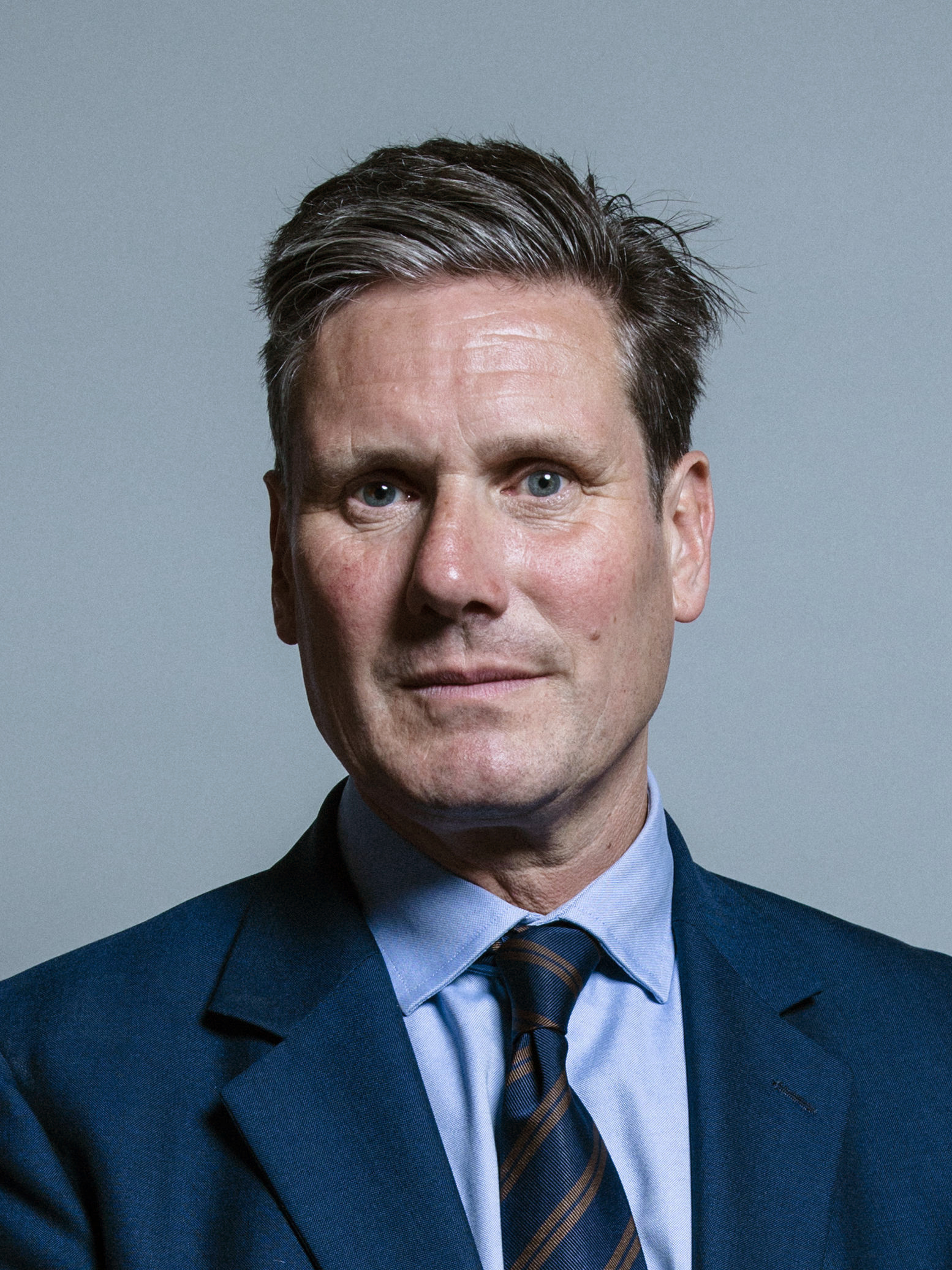
Keir Starmer (2015-Présent)